# Horton Holcombe Hobbs
Pour les articles homonymes, voir Hobbs.
Horton Holcombe Hobbs Jr. est un zoologiste américain, né le 29 mars 1914 dans le comté d'Alachua en Floride et mort le 22 mars 1994.

## Biographie
Horton Hobbs entre à l’université de Floride à Gainesville avec l’intention d’étudier la musique. Lors de sa première année, il est chargé de disséquer une écrevisse mais le spécimen qu’il reçoit est trop décomposé pour y observer aucun organe interne. Il décide alors d’aller chercher lui-même, dans un ruisseau, ses propres spécimens. À la fin des travaux de dissection, il reste quelques spécimens vivants dans un aquarium dont un mâle et une femelle. Ceux-ci s’accouplent et la femelle pond peu après. Hobbs se prend de passion pour l’observation de ces animaux et décide alors de se consacrer à l’étude des crustacés plutôt à qu’à celle de la musique.
Il obtient son Bachelor of Sciences en 1934 à Gainesville, puis son Master of Sciences en 1936 et son Ph. D. en 1940. Il commence à enseigner dans cette même université de 1937 à 1946, date à laquelle il entre à l’université de Virginie à Charlottesville et dirige, de 1956 à 1962 et en parallèle, la station biologie de Mountain Lake.
Il quitte Charlottesville en 1962 pour prendre la direction du département de zoologie du National Museum of Natural History à Washington auquel il fait don de sa collection personnelle riche de 80 000 spécimens. Souffrant d’une maladie cardiaque, il obtient, en 1964, un poste de zoologiste sénior lui permettant d’avoir une charge de travail moins lourde. Il prend sa retraite en 1984 tout en continuant quelques années à être zoologiste senior émérite.
Il est l’auteur de 211 communications scientifiques qui améliore considérablement la classification des écrevisses ainsi que nos connaissances sur leur distribution et leur évolution. Il étudie également sur d’autres crustacés décapodes et ostracodes. Il est l’auteur de 286 nouvelles espèces, 38 nouveaux genres et sous-genres ainsi qu’une nouvelle familles.

## Source
- Nécrologie en anglais de H. H. Hobbs paru sur site du Washington Biologists' Field Club dont il faisait partie